# Ernesto Trevisi
Ernesto Trevisi (Novi Ligure, 7 giugno 1919 – Cielo di Korciano, 14 novembre 1940) è stato un militare e aviatore italiano, decorato di Medaglia d'oro al valor militare alla memoria nel corso della seconda guerra mondiale.

## Biografia
Nacque a Novi Ligure, provincia di Alessandria, il 7 giugno 1919 figlio del pluridecorato colonnello del Regio Esercito Nicola. Dopo aver compiuto gli studi presso il Collegio militare di Roma si arruolò nella Regia Aeronautica iniziando a frequentare, dal 1937, la Regia Accademia Aeronautica di Caserta, Corso Sparviero. Conseguì il brevetto di pilota d'aeroplano nel settembre 1939, e fu nominato allievo ufficiale nel successivo mese di ottobre. Pilota militare nel maggio 1940 preso la Scuola di pilotaggio di Foggia, fu promosso sottotenente in servizio permanente effettivo nel mese di settembre, assegnato al 53º Stormo Caccia Terrestre di stanza sull'aeroporto di Caselle Torinese. In forza alla 363ª Squadriglia, 160º Gruppo Autonomo Caccia Terrestre, equipaggiata con i caccia Fiat C.R.42 Falco, partì per combattere nella campagna di Grecia. Arrivato a Brindisi con il suo reparto da lì proseguì per Tirana, Albania, e poi raggiunse il campo d'aviazione di Coriza il 1 novembre. In soli dieci giorni di combattimento eseguì 60 ore di volo in missioni di mitragliamento e scorta, e il giorno 13 reclamò l'abbattimento di un bombardiere Bristol Blenheim Mk.I del No.84 Squadron della Royal Air Force in volo su Argirocastro.

### L'ultima missione
Nel pomeriggio del 14 novembre, durante una missione di pattugliamento di copertura sugli aeroporti della zona di Coriza, due caccia C.R.42 pilotati dal sottotenente Ernesto Trevisi e dal sergente Augusto Manetti vennero intercettati da caccia PZL P.24 greci che entrarono in azione con il favore della quota.
I caccia greci abbatterono l'aereo di Trevisi, che rimase ucciso, e quello di Manetti che si lanciò con il paracadute in territorio controllato dalle truppe nazionali,  mentre un terzo aereo, quello del sergente Vittorio Pirchio, fu gravemente colpito e il pilota rimase ferito al piede sinistro; il suo caccia capottò durante l'atterraggio.
Lo Epismingos Gheorghios Theodoropoulos e suoi piloti del Mira 23 reclamarono otto CR.42 abbattuti durante quel giorno, ma il dato non è corretto. Un certo numero di P.24 vennero danneggiati, e forse qualcuno andò perduto, ma nessuno dei loro piloti rimase ferito o ucciso. Dato inizialmente come disperso verso la fine del mese di dicembre una comunicazione della Croce Rossa Internazionale informava le autorità italiane che il giovane aviatore era stato abbattuto oltre le linee greche e che la sua salma era stata recuperata e quindi tumulata in località Krustova accanto ai resti dell’apparecchio. 
Il corpo di Trevisi fu rintracciato solo il 23 maggio 1941, dopo la resa della Grecia, tramite il capitano Mallicourtis, e traslata il giorno successivo dapprima a Coriza e poi a Tirana dove avvennero i solenni funerali. Decorato dapprima con una Medaglia d'argento al valor militare "sul campo", nel 1959, dopo ulteriori testimonianze sul suo ultimo combattimento, essa fu commutata nella Medaglia d'oro al valor militare, massima onorificenza italiana. Decisiva fu la testimonianza dell'allora tenente della Polemikí Aeroporía Achille Cristacos, che aveva assistito all'ultimo combattimento di Trevisi e poi ne aveva raccolto la salma seppellendola, che descrisse la fasi finali dell'impari duello aereo.

### Annotazioni
1. ↑  In quello stesso giorno l'aviazione greca lanciò una serie di attacchi contro gli aeroporti nell'area di Coriza a supporto dell'offensiva lanciata dall'esercito nel tentativo di sfondare le linee difensive italiane.

### Fonti
1. 1 2  Ufficio Storico dell'Aeronautica Militare 1969, p. 275.
2. 1 2 3 4 5  Combattenti Liberazione.
3. ↑  Ufficio Storico dell'Aeronautica Militare 1977, p. 275.
4. 1 2 3 4 5  Surfcity.
5. ↑  Mattioli 2010, p. 15.
6. 1 2 3  Mattioli 2010, p. 16.
7. 1 2 3  Gruppo Alpini Novi Ligure.
8. ↑  Ufficio Storico dell'Aeronautica Militare 1977, p. 276.
9. ↑  Bollettino Ufficiale 1959, disp.12, pag.1008.
10. ↑  Bollettino Ufficiale 1941, suppl.1, pag.12.